# Kuppelgrab von Menidi

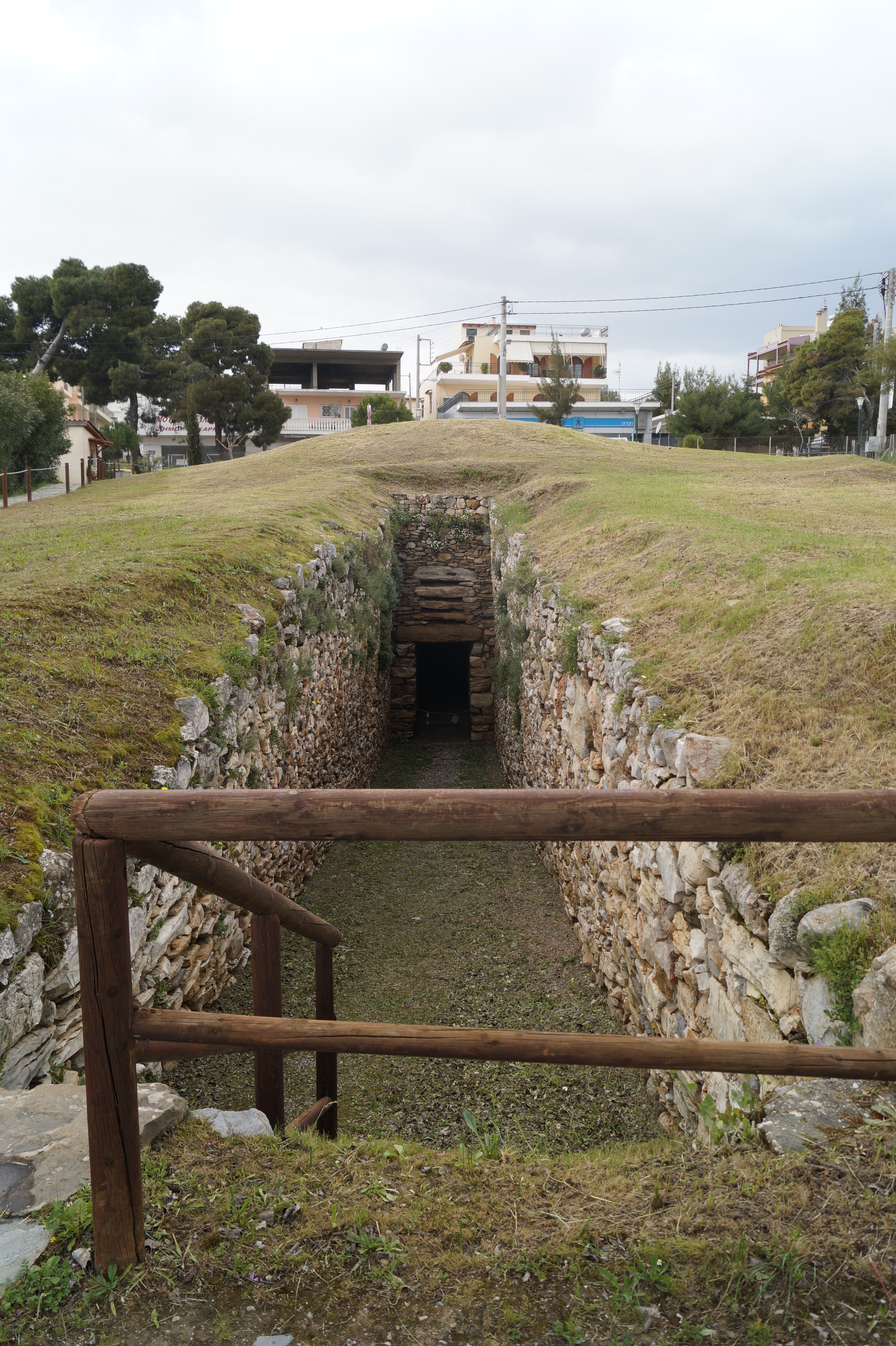
Zuweg und Eingang zum Kuppelgrab

Das Kuppelgrab von Menidi (griechisch Θολωτός Τάφος του Μενιδίου) ist ein Tholosgrab in Acharnes im Großraum Athen. Es liegt an der Straße Filadelfias im Ortsteil Lykotrypa.

## Erforschung
Im Herbst 1872 wurde das Grab von Bauern aus Menidi entdeckt. Man entfernte einen großen Stein und konnte von oben in das Kuppelgrab gelangen. Im Dezember desselben Jahres meldete ein Antikenhändler dem zuständigen Ministerium den Fund. Im Herbst 1878 besuchte Gustav Körte das Grab. Auf Vermittlung des kaiserlichen Gesandten Joseph Maria von Radowitz erlangte der deutsche Archäologe Habbo Gerhard Lolling die Genehmigung, das Grab auszugraben. Die Ausgrabungen fanden unter Aufsicht des Ephors Panagiotis Stamatakis vom 30. April 1879 bis zum 7. Juni 1879 statt. Unterstützt wurde Lolling von Richard Bohn, der die Grundrisse der Anlage anfertigte, und Emile Gilliéron, der die Fundgegenstände zeichnete.
Die Funde aus dem Grab befinden sich heute im Archäologischen Nationalmuseum in Athen.

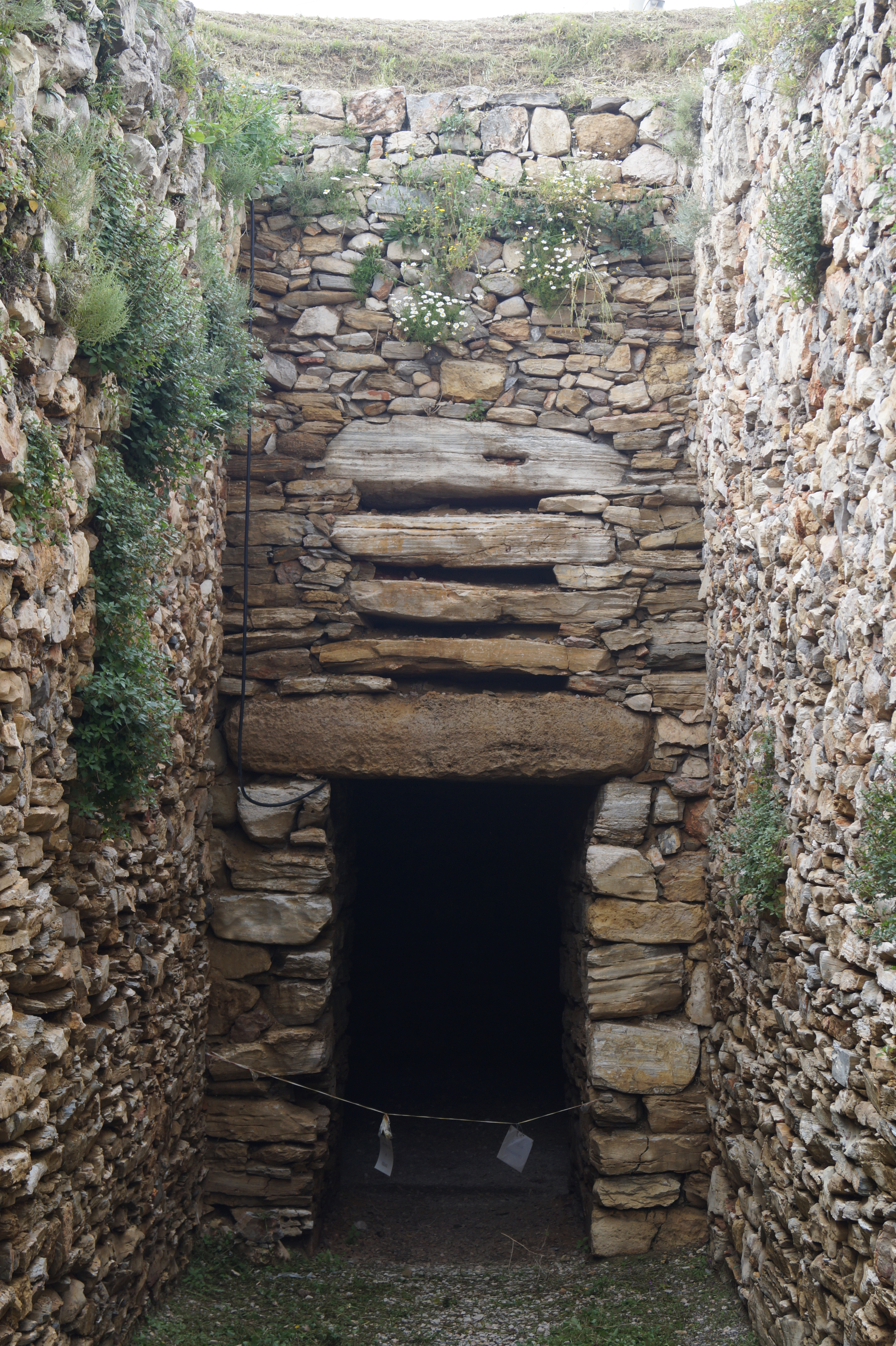
Eingang zum Kuppelgrab. Über dem Eingang gibt es vier horizontal verlegte Platten zur Entlastung des Decksteins.

## Beschreibung
Der Zuweg führt fast genau aus Osten zum Grab. Er ist 27,72 m lang, 3 m breit und aus unregelmäßigen Steinen errichtet. Am Beginn des Dromos wurde eine Abschlussmauer von etwa 1,20 m Stärke errichtet. Der Eingang zum Grab ist etwa 3,30 m hoch und 1,55 breit, wobei sich der Eingang nach oben leicht verjüngt. Der Zugang ist 3,35 m lang und mit drei großen Decksteinen von etwa einem halben Meter Dicke überdacht. Diese Steine stammen vermutlich aus den nahegelegenen Kifisosniederungen. Am inneren Deckstein wurde die Rundung der Kuppel eingearbeitet. Der Zugang und die Grabkuppel sind aus nur grob zubehauenen Kalksteinen, die wahrscheinlich vom Pentelikon stammen, errichtet. Nur die Ecksteine des Zugangs wurden sorgfältiger bearbeitet. Es wurden keine Spuren entdeckt, die auf eine Tür zum Verschließen des Grabs schließen lassen.

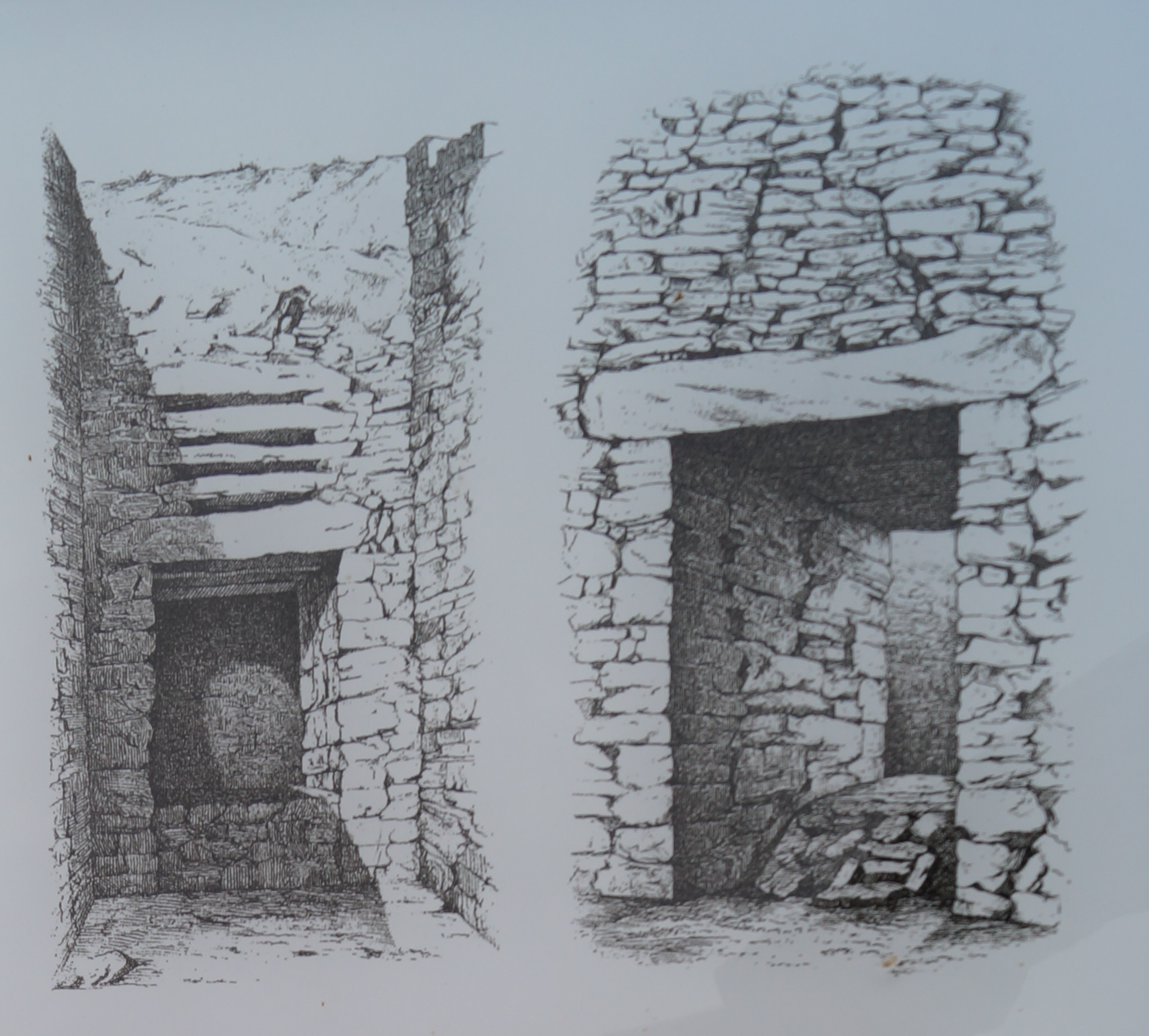
Darstellung des Eingangs von innen (links) und außen (rechts) mit den verschiedenen Techniken zur Entlastung der Decksteine.

Innerhalb des Grabes findet man ein sogenanntes Entlastungsdreieck, wie es auch in anderen mykenischen Tholosgräbern üblich ist, um die Masse des darüber lagernden Gesteins auf die Seitenwände abzuleiten. Dies war nötig, um die Decksteine zu entlasten und davor zu bewahren, unter der Last durchzubrechen. Das Entlastungsdreieck wurde mit Gestein ausgemauert. Von außen bietet sich jedoch ein anderes Bild. Über dem äußeren Deckstein wurde der Bereich über dem Eingang nicht ausgemauert. Diesen Bereich stabilisierte man mit vier horizontal verlegten Deckplatten, wobei man zwischen diesen Platten einen Freiraum von 10–18 cm ließ. Die Stärke der Deckplatten nimmt von unten mit etwa 20 cm nach oben auf 40 cm zu.
Das Kuppelgrab hat einen Durchmesser von 8,35 m und eine ursprüngliche Höhe von etwa 9 m. Der Boden bestand aus festgestampftem Lehm. Im südlichen Teil des Grabes wurde etwa ein Drittel des Grabes mit einem aus mehreren Steinlagen bestehenden 70 cm hohen Podest überbaut. Als oberer Abschluss diente eine 5 cm dicke Kalkschicht. Außen um den Grabhügel baute man eine kreisförmige Ringmauer, um zu verhindern, dass die Erde über dem Grab weggespült wird.

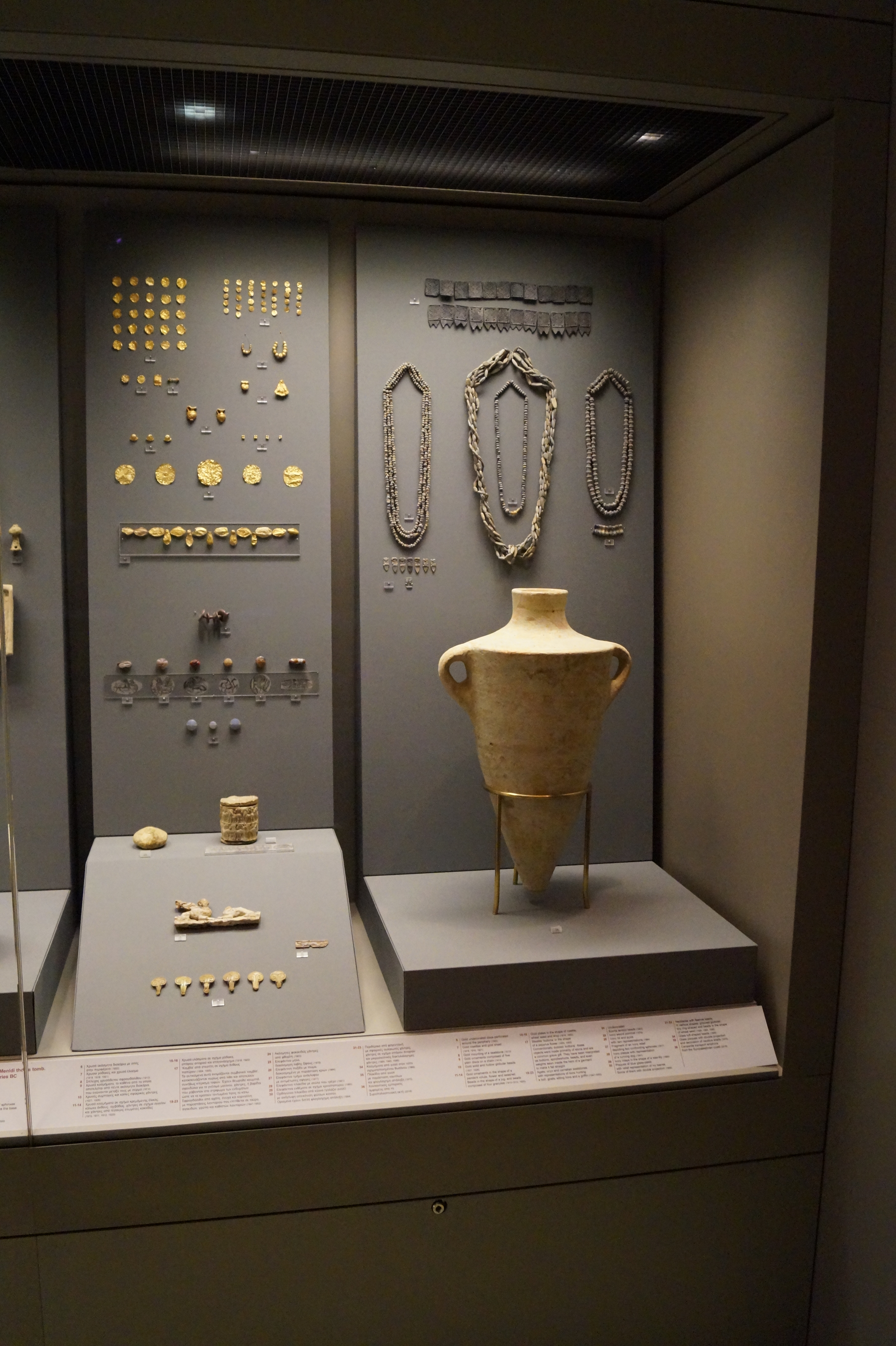
Funde aus dem Kuppelgrab von Menidi

## Geschichte
Das Grab wurde im 14. Jahrhundert v. Chr. während des Späthelladikums (SH IIIA) errichtet. Die aufgefundenen Skelette waren schlecht erhalten und lagen anscheinend wahllos herum. Man fand sechs Schädel oder Teile davon, so dass mindestens sechs Personen im Grab beigesetzt wurden. Anhand der Grabbeigaben, die ebenfalls ungeordnet im Grab verstreut lagen, lässt sich die Nutzungsdauer auf die Zeit vom 14. bis zum 13. Jahrhundert v. Chr. eingrenzen. Lolling vermutete, dass man vor dem Beisetzen eines weiteren Leichnams den zuletzt beigesetzten samt Beigaben zur Seite schob und deshalb das Grab ungeordnet erschien. Außerdem soll ins Grab eingedrungenes Wasser Gegenstände weggespült und Erde ins Grab gespült haben. Während der späteren Nutzungsphase wurde das Podest im südlichen Teil des Grabes errichtet. Es ist heute komplett abgetragen.
Im 12. Jahrhundert v. Chr. wurde das Grab endgültig verschlossen, der Eingang zugemauert und der Dromos bis in Höhe des Türsturzes mit Erde aufgefüllt. Ab dem 11. Jahrhundert setzte am Grab wahrscheinlich eine Heroenverehrung ein. Man fand Chytren aus geometrischer Zeit, die auf ein Speiseopfer schließen lassen. Aus späterer Zeit stammen kleine, böotische Keramikschilde, Pinakes, Pferdefiguren, Salb- und Trinkgefäße, Kessel und andere Keramikgefäße. Man fand sogar ein schwarzfiguriges Luterion, das dem attischen Töpfer Sophilos zugeordnet wird. Ende des 5. Jahrhunderts v. Chr. bricht der Heroenkult plötzlich ab. Man nimmt an, dass dies mit dem Archidamischen Krieg zusammenhing und dass die Einwohner des Ortes Archanai damals vertrieben wurden.

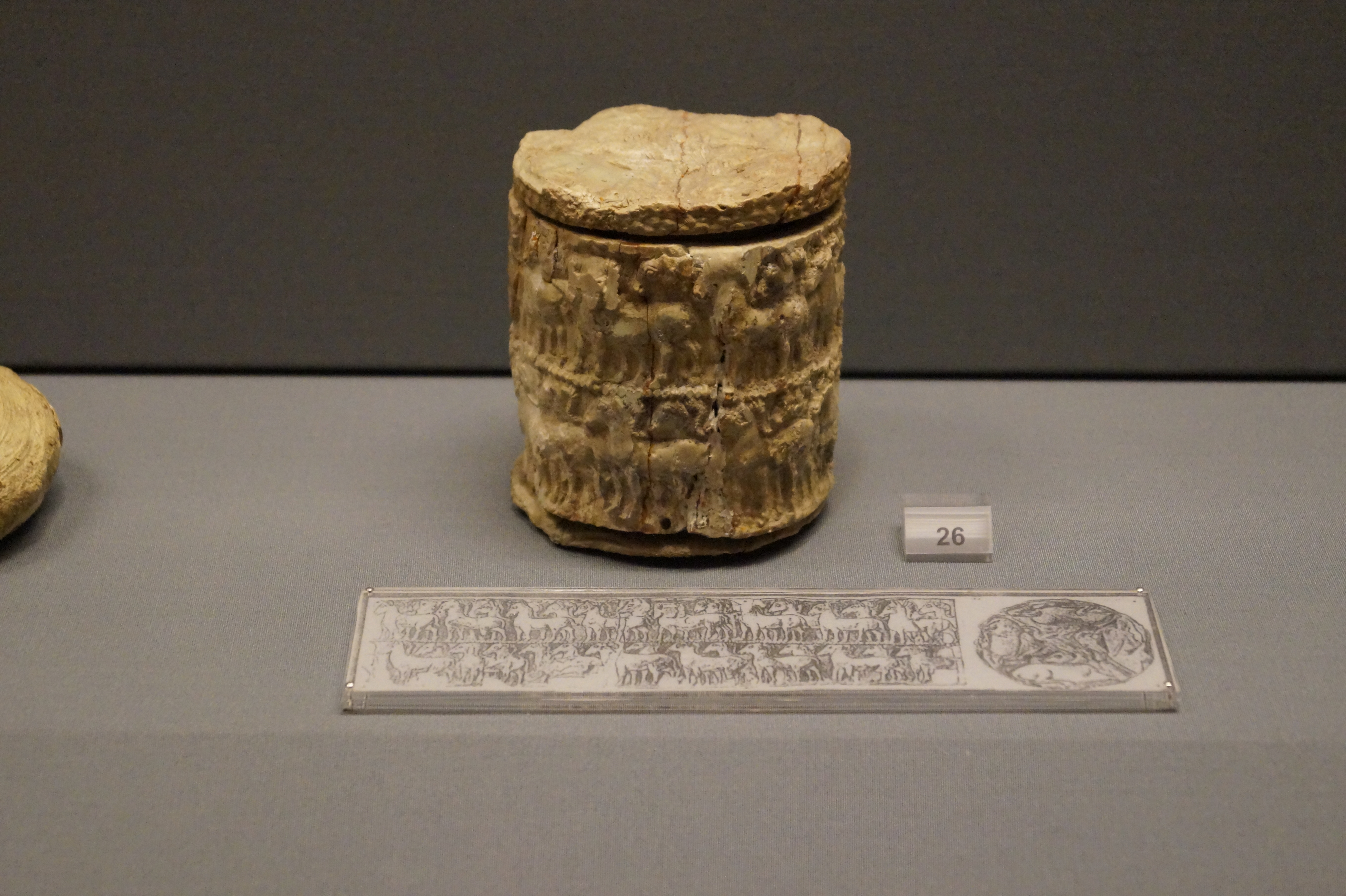
Pyxis aus dem Kuppelgrab von Menidi

## Grabbeigaben
Als Grabbeigaben fand man kanaanitische Amphoren, Perlenketten aus Fayence, Siegelsteine mit Schnitzereien, Pfeilspitzen, eiförmige Steingefäße, dünne Blättchen aus Goldfolie, goldene Perlen und zwei Miniaturgefäße aus Gold. Bemerkenswert sind die Beigaben aus Elfenbein. So entdeckte man eine Pyxis mit Darstellungen von Ziegen auf dem Gefäß und dem Deckel und ein Fragment eines Elfenbeinreliefs mit Sphingen. Außerdem fand man Teile einer Lyra aus Elfenbein, die vermutlich mit 8 Saiten bespannt war. Auf ihr waren 4 Sphingen abgebildet.